# リボフラビンホスホトランスフェラーゼ
リボフラビンホスホトランスフェラーゼ(Riboflavin phosphotransferase、EC 2.7.1.42)は、以下の化学反応を触媒する酵素である。
α-D-グルコース-1-リン酸 + リボフラビン {\displaystyle \rightleftharpoons } D-グルコース + FMN
従って、この酵素の基質はα-D-グルコース-1-リン酸とリボフラビンの2つ、生成物はD-グルコースとFMNの2つである。
この酵素は転移酵素、特にアルコールを受容体とするホスホトランスフェラーゼに分類される。この酵素の系統名は、α-D-グルコース-1-リン酸:リボフラビン 5'-ホスホトランスフェラーゼ(alpha-D-glucose-1-phosphate:riboflavin 5'-phosphotransferase)である。